# Spare (Bowling)
Der Spare ist beim Bowling ein Wurfergebnis, bei dem mit dem zweiten von zwei Würfen eines Frames alle Pins umgeworfen werden, die im ersten Wurf stehen geblieben sind. Für einen Spare erhält der Spieler 10 Punkte, zuzüglich der Punkte aus dem nächsten Wurf. Als allgemeine Abkürzung wird für den Spare ein / genutzt.
Nach dem Strike ist der Spare der zweitbeste Wurf.